# Luther Burbank
Luther Burbank (Lancaster, Massachusetts, 7 de març de 1849 – Santa Rosa, Califòrnia, 11 d'abril de 1926) va ser un botànic estatunidenc de molt èxit però sense formació acadèmica. Va desenvolupar més de 800 soques i varietats de plantes. Va desenvolupar cactus sense espines adequats per a farratge i la fruita híbrida plumcot. La seva varietat de patata “russet” va passar a ser la varietat predominat al món en el processament industrial de les patates. En la seva joventut va llegir el llibre de Charles Darwin Sobre la variació d'animals i plantes sota domesticació (1868), que el va influir molt. Tot i això Burbank no acceptava les noves teories genètiques a partir de Gregor Mendel.

## Creacions hortícoles de Burbank

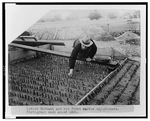
Cactus sense espines cap a 1890.
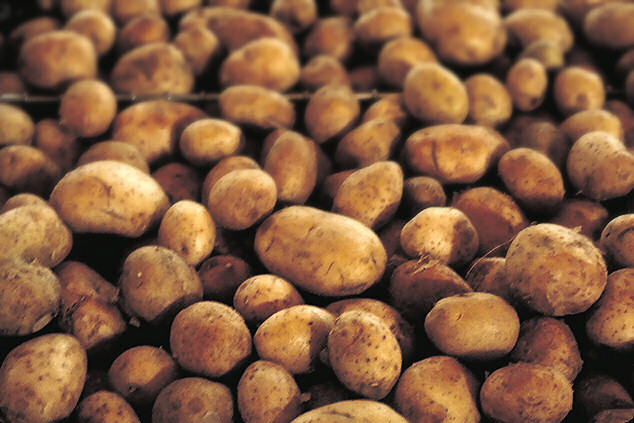
Patates Russet Burbank.